# Sophie Katharina af Slesvig-Holsten-Sønderborg
Sophie Katharina af Slesvig-Holsten-Sønderborg (28. juni 1617 – 22. november 1696) var en dansk-tysk prinsesse, der var grevinde af Oldenborg fra 1635 til 1667. Hun var datter af hertug Alexander af Slesvig-Holsten-Sønderborg og blev gift med grev Anton Günther af Oldenborg.

## Biografi
Sophie Katharina blev født den 28. juni 1617 på Haus Beck som det niende barn og anden datter af hertug Alexander af Slesvig-Holsten-Sønderborg i hans ægteskab med Dorothea af Schwarzburg-Sondershausen.
Hun blev gift den 31. maj 1635 med grev Anton Günther af Oldenborg.  Ægteskabet var barnløst. Sophie Katharina fik af sin far godset Beck i Bispedømmet Minden nær Kassel i bryllupsgave i 1639. I 1646 solgte hun Beck til sin bror, August Philip.
Grev Anton Günther døde i 1667. Efter grev Anton Günthers død tilfaldt størstedelen af Oldenborg den danske konge, der var grevens fjerne slægtning. Mindre dele tilfaldt dog grev Anton von Aldenburg, der var Anton Günthers naturlige søn, og Magdalene, der var Anton Günthers søster. Sophie Katharina overlevede sin mand med 29 år og døde den 22. november 1696 på Schloss Neuenstein i Oldenborg.

## Eksterne links
- Wikimedia Commons har flere filer relateret til Sophie Katharina af Slesvig-Holsten-Sønderborg
- Hans den Yngres efterkommere